# Silvan Widmer
Silvan Widmer (Aarau, 5 de março de 1993) é um futebolista profissional suíço que atua como lateral-direito. Atualmente defende o Mainz 05.

## Carreira

### FC Aarau
Silvan Widmer começou a carreira no FC Aarau, atuando primeiramente nas categorias de base na equipe Aarau. 
Foi vendido ao Granada CF na temporada 2012-13, mas seguiu emprestado ao FC Aarau ao longo da temporada.

### Granada e Udinese
Após a passagem pelo Granada CF, sem sequer ter atuado no Campeonato Espanhol de Futebol, transferiu-se para a Udinese Calcio, defendendo a equipe até o final da temporada 2017-18.

### FC Basel
No início da temporada 2018-19 transferiu-se definitivamente para o FC Basel, retornando para o campeonato de seu país natal.

### Mainz 05
Em 2021, Silvan Widmer, se transferiu para a Alemanha para defender o Mainz 05. 